# Johann Schreiber
Johann Schreiber (17. ledna 1845 Walterskirchen – 23. ledna 1906 Walterskirchen) byl rakouský politik, na konci 19. a počátku 20. století poslanec Říšské rady.

## Biografie
Vychodil obecnou školu a dvě třídy gymnázia. Pak absolvoval vojenskou službu a převzal rodinné zemědělské hospodářství v rodném Walterskirchenu. Zapojil se i do veřejného a politického života. Od roku 1870 zastával funkci starosty Walterskirchenu. V letech 1887–1902 byl poslancem Dolnorakouského zemského sněmu. Byl opakovaně zpravodajem školského výboru v zemském sněmu. Byl též náměstkem předsedy okresní školní rady v Mistelbachu. Byl také předsedou okresního silničního výboru ve Feldsbergu a tamtéž i náměstkem předsedy okresní chudinské rady.
V 90. letech 19. století se zapojil i do celostátní politiky. Ve volbách do Říšské rady roku 1897 získal mandát za kurii venkovských obcí, obvod Mistelbach, Groß-Enzersdorf atd. Za týž obvod mandát obhájil i ve volbách do Říšské rady roku 1901. Profesně byl k roku 1897 uváděn jako zemský poslanec, majitel hospodářství a starosta. V parlamentu patřil do hospodářského, zemědělského a poplatkového výboru. Zpočátku se profiloval jako nezávislý zástupce zájmů venkova, s centristickou pozicí mezi liberály a konzervativními klerikály. Později se ale připojil ke klerikálům a nakonec vstoupil do Křesťansko sociální strany.
V závěru života se kvůli zhoršenému zdravotnímu stavu musel vzdát politických funkcí.